# پایونیر های برد
پایونیر های برد (انگلیسی: Pioneer Hi Bred) شرکت کشاورزی آمریکایی است، که در سال ۱۹۲۶ تأسیس شد.